# Baclozygum depressum
Baclozygum depressum är en insektsart som beskrevs av Ernst Evald Bergroth 1909. Baclozygum depressum ingår i släktet Baclozygum och familjen Thaumastocoridae. Inga underarter finns listade i Catalogue of Life.